# Tropizodium peregrinum
Tropizodium peregrinum là một loài nhện trong họ Zodariidae.
Loài này thuộc chi Tropizodium. Tropizodium peregrinum được Rudy Jocqué & Churchill miêu tả năm 2005.